# 신성에스티
신성에스티 주식회사는 대한민국의 이차전지 부품 제조기업이다.

## 사업
2025년 2월 19일에 미국 시장 진출을 발표하였다. 미국 전기차(EV) 및 ESS 배터리 부품 시장을 겨냥한 전략적인 행보로, 1,000만 달러(약 144억 원)를 현금 출자하여 신규 생산 라인 구축 및 본격적인 사업 확장을 위한 기반을 마련할 예정이다.

## 내용주
1. ↑  미래에셋증권을 주관사로 공모가 26,000원에 상장